# Peppino Benlliure
José Benlliure Ortiz, conocido como Peppino (Roma, 1884-Valencia, 1916), fue un pintor español. Murió a consecuencia de una tuberculosis a los 32 años.

## Biografía
Hijo de José Benlliure y Gil, nació en Roma cuando su padre era director en la escuela de pintura en Roma. Allí conoció a José Villegas Cordero, Francisco Pradilla, Ferrat, Antonio Muñoz Degrain, Moreno Carbonero, Joaquín Sorolla, Manuel Benedito Vives, y Eduardo Chicharro.
Discípulo de Joaquín Sorolla, acompañó a su maestro en distintos viajes, ayudándole en sus exposiciones, siendo el encargado de redirigir las obras de decoración de la casa que se construyó Sorolla en Madrid
En sus últimas obras, entre las que destaca su autorretrato, se pueden observar las cualidades impresionistas de este pintor. Su padre legó una importante cantidad de obras al Museo de Bellas Artes de Valencia.